# Élysée-szerződés

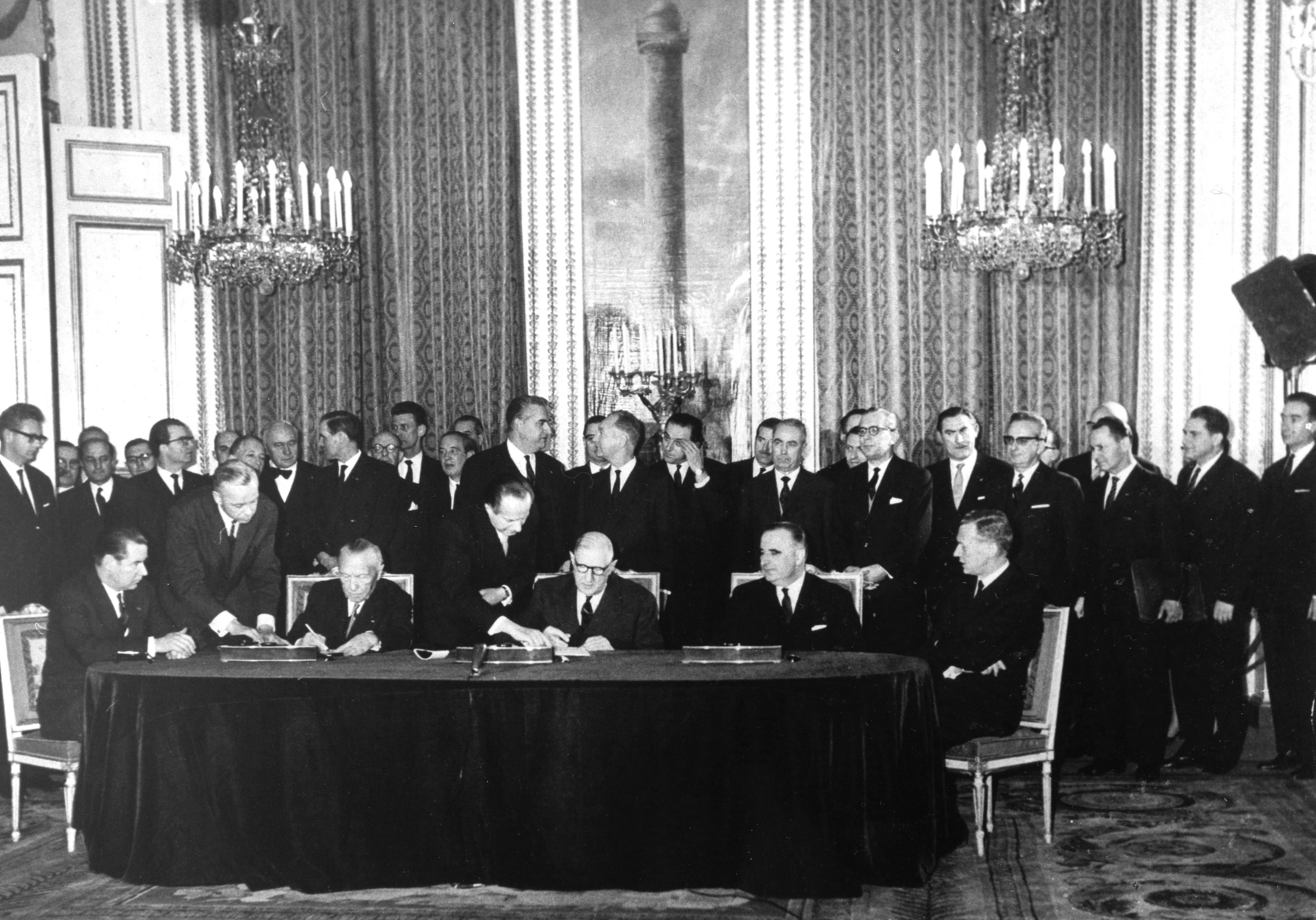
Az aláírási ceremónia

Az Elysée-szerződés Franciaország és a Német Szövetségi Köztársaság között 1963. január 22-én megkötött bilaterális keretszerződés. A két nemzet megbékélését és a tartós európai békét előirányzó egyezséggel az aláírók Charles de Gaulle és Konrad Adenauer több évszázados rivalizálást zártak le.

## A szerződés tartalma
Eredetileg a dokumentumot nem szerződéses formára tervezték, hanem a két ország közötti együttműködés irányelveit lefektető szándéknyilatkozatnak készítették. Ez magyarázza a szöveg viszonylagos rövidségét és így inkább egyfajta keretszerződésnek lehet tekinteni. Tartalmát tekintve a francia-német együttműködés fő célkitűzéseit és az ehhez kapcsolódó intézményrendszert szabályozza.
A felek megállapodtak abban, hogy a szerződés megkötését követően kötelező érvénnyel különböző szintű találkozókat szerveznek. A megállapodás a két állam vezetőinek rendszeres találkozókat írt elő. Az együttműködés területei a külügy, a honvédelem, az oktatás és a két nemzet ifjúsága közötti csereprogramok.
A keretszerződést 1988. január 22-én módosították, ekkor hozták létre a védelmi és biztonsági tanácsot, valamint a gazdasági és pénzügyi tanácsot.